# Birthana cleis
Birthana cleis är en fjärilsart som beskrevs av Felder 1875. Birthana cleis ingår i släktet Birthana och familjen Immidae. Inga underarter finns listade i Catalogue of Life.